# Córdoba (Gerichtsbezirk)
Der Gerichtsbezirk Córdoba ist einer der zwölf Gerichtsbezirke in der spanischen Provinz Córdoba.
Der Bezirk umfasst 6 Gemeinden auf einer Fläche von 355,78 km² mit dem Hauptquartier in Córdoba.

## Gemeinden
| Gemeinde                | Einwohner (2024) | Fläche km² | Dichte Einw./km² | Cod INE | Postleitzahl |
| ----------------------- | ---------------- | ---------- | ---------------- | ------- | ------------ |
| Castro del Río          | 7.612            | 219,92     | 35               | 14019   | 14840        |
| Córdoba                 | 322.811          | 1.255,24   | 257              | 14021   | 14001–14014  |
| Espejo                  | 3.177            | 56,64      | 56               | 14025   | 14830        |
| Obejo                   | 2.085            | 214,65     | 10               | 14047   | 14350        |
| Villaharta              | 634              | 11,96      | 53               | 14068   | 14210        |
| Villaviciosa de Córdoba | 3.064            | 468,75     | 7                | 14073   | 14300        |
| Gerichtsbezirk Córdoba  | 339.383          | 2.227,16   | 152              | –       | –            |